# Mahdia (Guyana)
Mahdia is een plaats in Guyana en is de hoofdplaats van de regio Potaro-Siparuni. De plaats telde 2.563 inwoners in 2012. De economie van Mahdia is gebaseerd op goud- en diamantmijnen. Het ligt ongeveer 125 km ten zuidenwesten van Linden.

## Geschiedenis
Mahdia werd in 1884 voor het eerst vermeld. Het werd gesticht door voormalige slaven. Later verhuisden andere goudzoekers van het kustgebied naar Mahdia, en werden vergezeld door goudzoekers van de Caraïbische eilanden Saint Lucia and Dominica. Inheemsen van het Patamona-volk vestigden zich naast de plaats en hielden zich voornamelijk bezig met de landbouw. De British Consolidated Mining Company opende mijnen in de buurt en zorgde ervoor dat de koloniale administratie naar Mahdia verhuisde.

## Overzicht
Mahdia kon alleen per rivier worden bereikt totdat in 1933 de Denham Suspension Bridge werd aangelegd en er een weg werd aangelegd naar Bartica. 
In 1968 werd een cenotaaf opgericht voor de soldaten die in de 1e en 2e wereldoorlog hadden gevochten.
Op 10 september 2012 werd de Amerindian Heritage Day, de nationale feestdag voor de inheemsen van Guyana, in Campbelltown, een inheems dorp dat tegen Mahdia aan ligt, gevierd, en vernoemd is naar Stephen Campbell, het eerste inheemse lid van de Nationale Vergadering. In 2018 werd Mahdia de status van town (iets kleiner dan stad) toegekend.
De Eagle Mountain domineert de plaats. De Kaieteurwaterval kan vanuit Mahdia worden bereikt. Jaarlijks wordt tussen 14 en 16 augustus, Mahdiadag, een cultureel festival, georganiseerd. Eind augustus wordt het La Rose festival georganiseerd. Het festival is een optocht van Saint Luciaanse origine met straattheater en gemaskerde mensen.

## Galerij

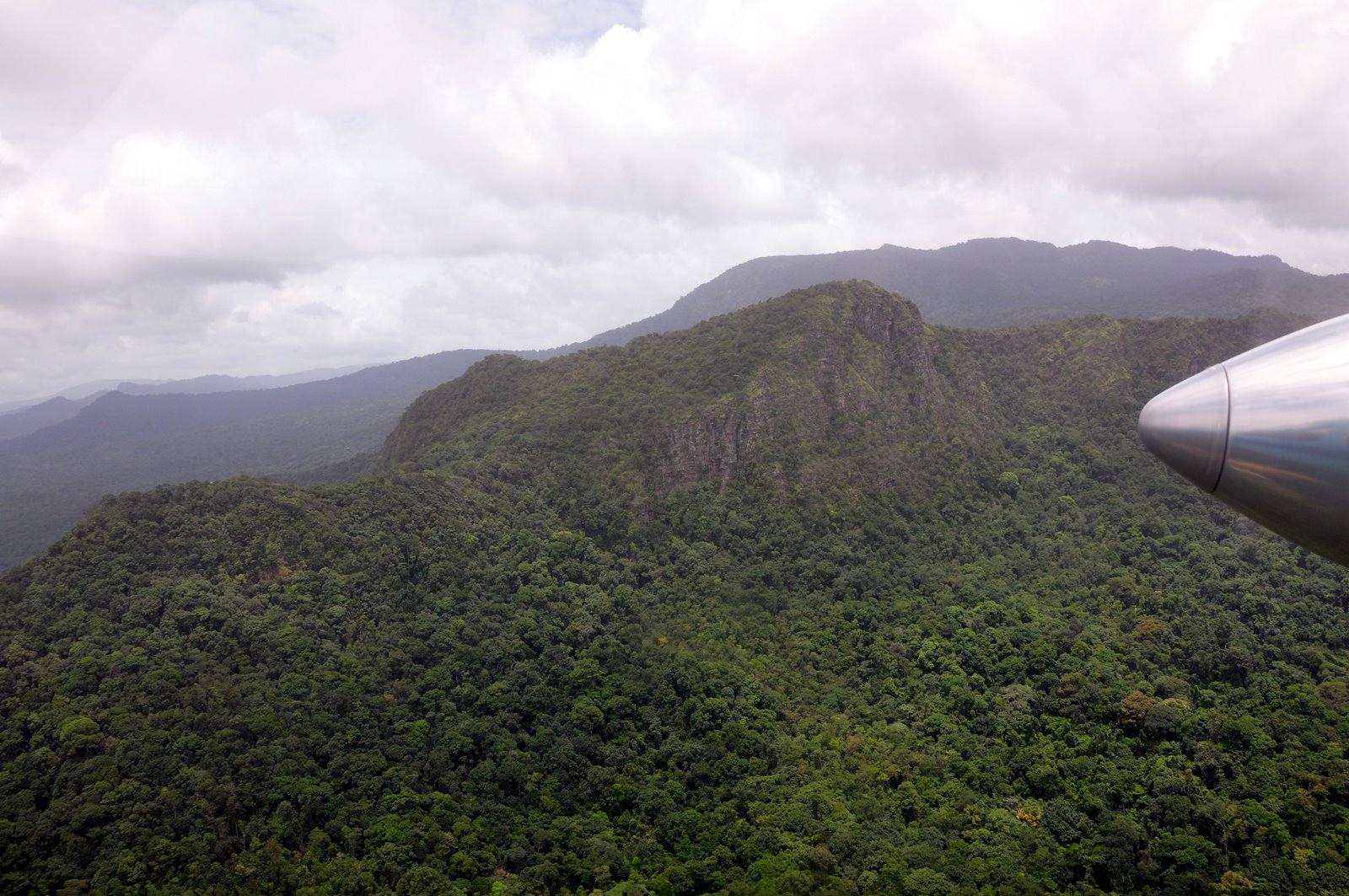
Bergen bij Mahdia
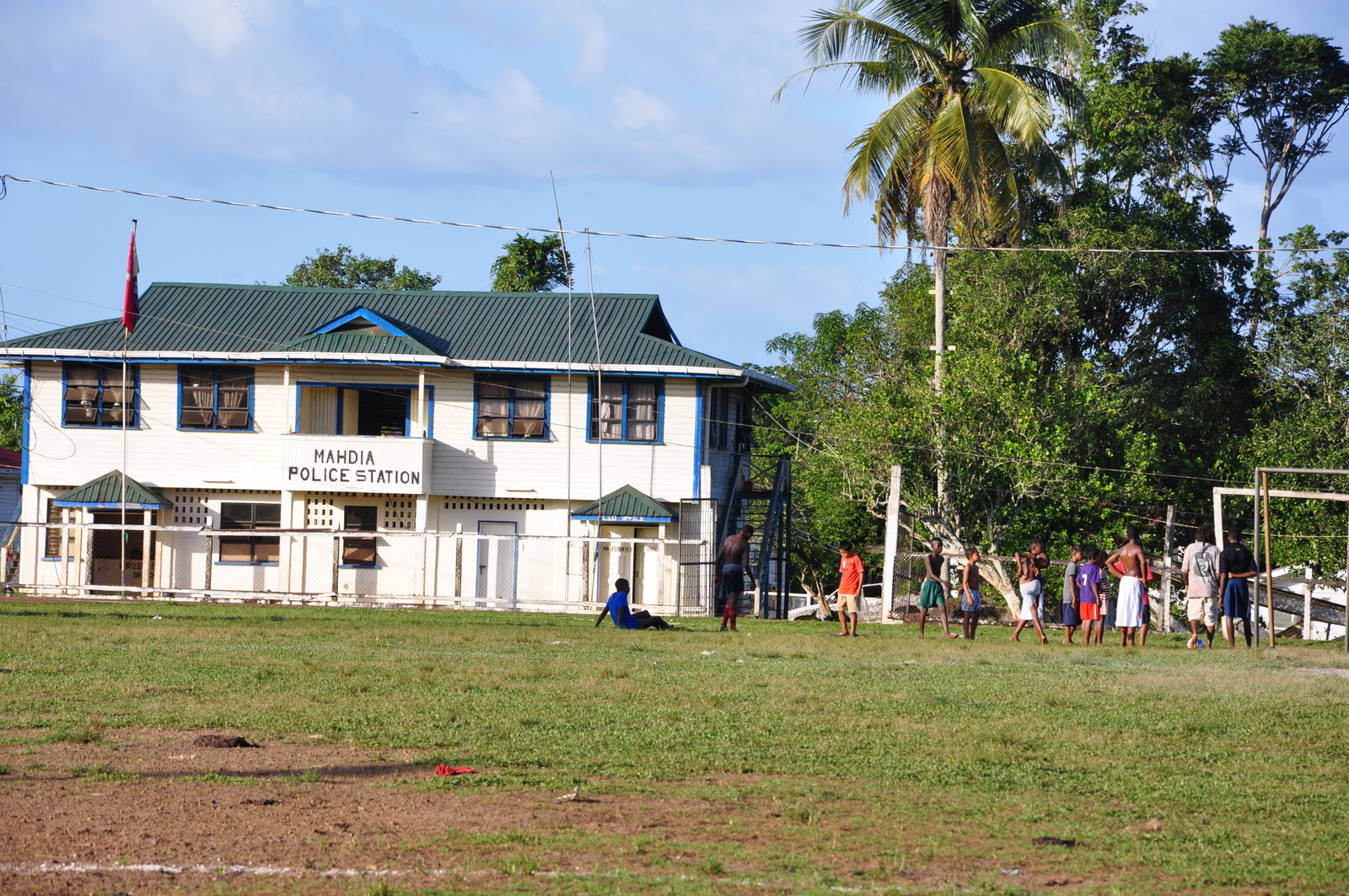
Politiestation
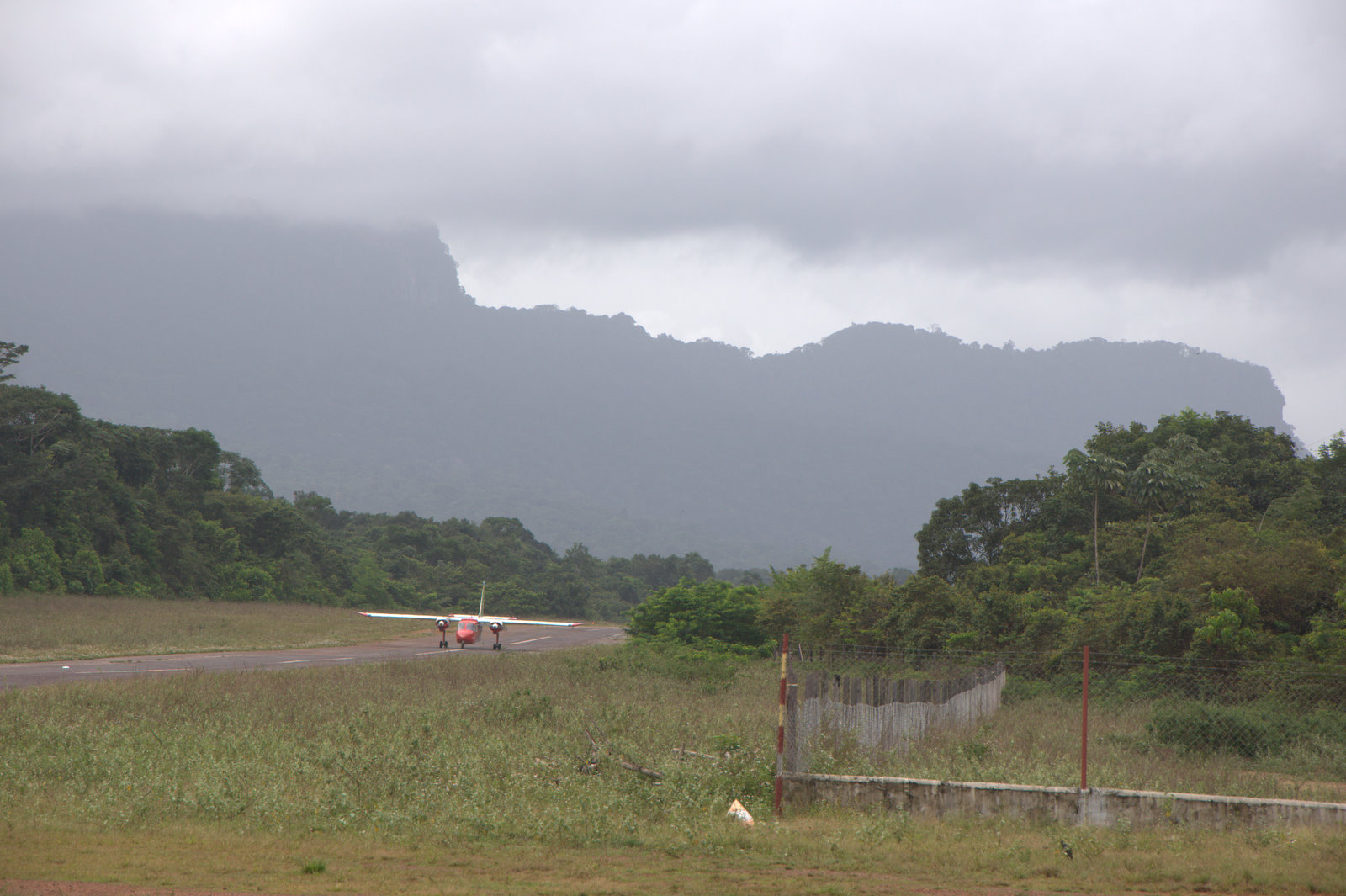
Vliegveld van Mahdia
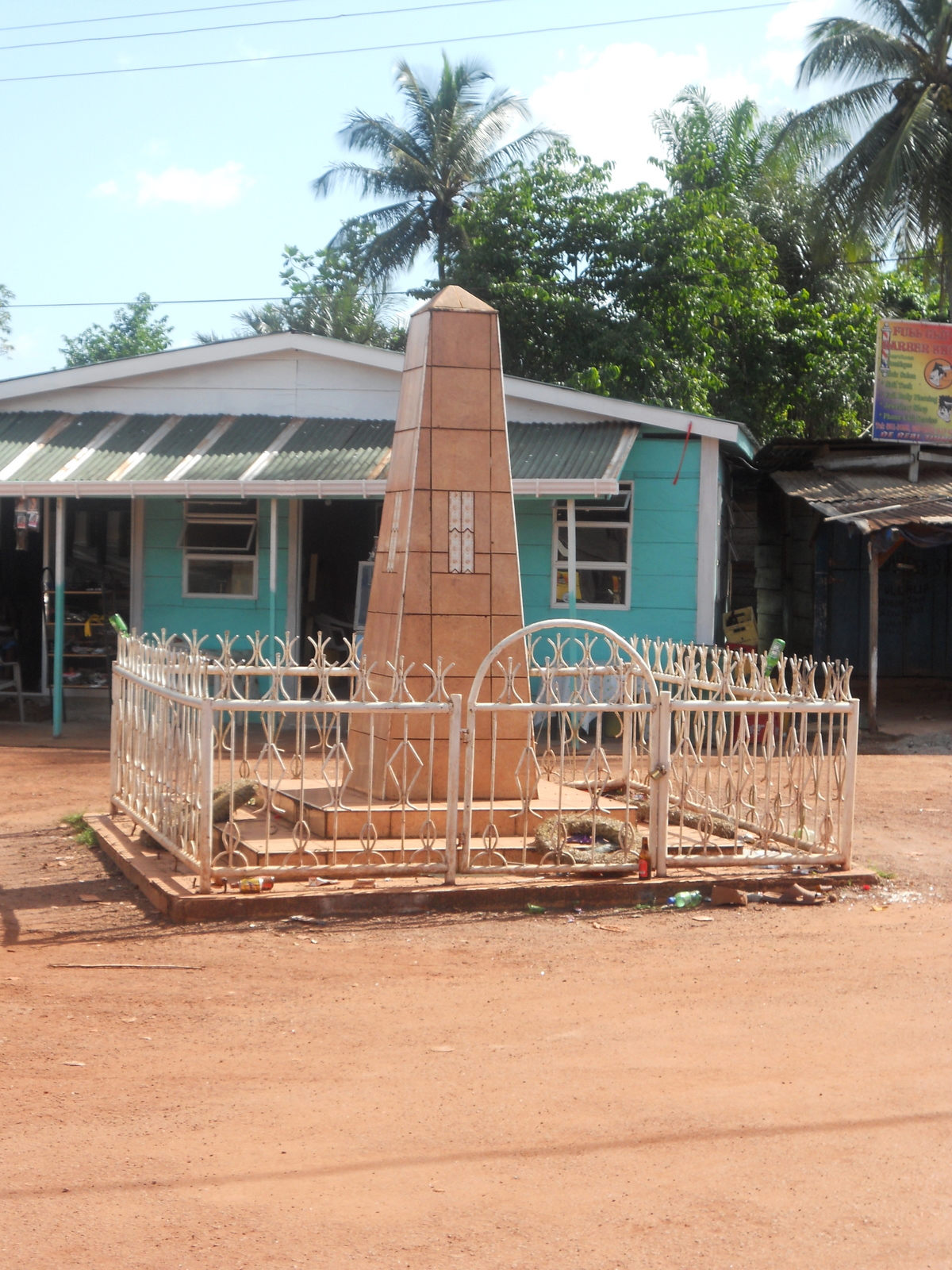
Cenotaaf van Mahdia

- Système universitaire de documentation: 029153646
- Virtual International Authority File: 151230560